# JE (album)
IO è il ventesimo album in studio del cantautore Italiano Franco Ricciardi, pubblicato l'11 novembre 2022.

## Descrizione
In merito alla realizzazione del disco Ricciardi ha dichiarato:

## Tracce
Musiche di Franco Ricciardi, Rosario Castagnola e Sarah Tartuffo, eccetto dove indicato.
1. Io – 3:01 (testo: Davide Petrella)
2. Veleno (feat. Gigi D'Alessio) – 2:56 (testo: Giuseppe De Luca)
3. Leyla – 3:05 (testo: Gennaro Della Volpe)
4. Na Fotografia – 3:16 (testo: Fabio Caterino)
5. Statte accorta – 2:59 (testo: Franco Ricciardi – musica: Rosario Castagnola e Sarah Tartuffo)
6. Voce – 3:43 (testo: Franco Ricciardi e Davide Petrella)
7. Duie Criature – 3:53 (testo: Franco Ricciardi e Mariano Alfano – musica: Rosario Castagnola e Sarah Tartuffo)
8. Vulesse (feat. D-Ross) – 2:21 (testo: Franco Ricciardi – musica: Rosario Castagnola)
9. O Saje – 3:01 (testo: Franco Ricciardi e Gennaro Della Volpe – musica: Rosario Castagnola e Sarah Tartuffo)
10. Malatia (Feat. Gianni Fiorellino) 3:58
11. Tu (Feat. La Nina) 3:20
12. Te Voglio Troppo Bene (Feat. Andrea Sannino) 3:29
13. Puortame A Mare 3:24 (testo: Gennaro Della Volpe)